# Tom Nunn
Tom Nunn (* im 20. Jahrhundert) ist ein US-amerikanischer Musikinstrumentenbauer und Improvisationsmusiker.

## Leben
Nunn studierte Komposition an der University of Texas und an der Stony Brook University (Abschluss als Bachelor bzw. Master) und absolvierte ein Postgraduiertenstudium an der University of California in San Diego. Seit 1976 entwarf und baute er mehr als 200 experimentelle Musikinstrumente. Es handelt sich dabei um drei Grundtypen: space plates, das sind mit gebogenen Bronzestäben versehenen Metallplatten, elektroakustische Perkussions-Boards und Skatchboxes, mit diversen Objekten bestückte Kartons. Alle Instrumente sind mit Kontaktmikrophonen versehen und haben die optische Wirkung von Skulpturen.
Als Solist und mit anderen Musikern wie den Gruppen Rotodoti, Off Ramp, Stritch, Twine, Toax, Reel Change, Ghost In The House, Axallto und RTD3 trat Nunn in den USA, Kanada, Europa und Neuseeland auf. 1994 war er Teilnehmer des Sound Symposium in St. John’s. Mehrfach trat er beim San Francisco Bay Area Festival for People and Thingamajigs auf. 2007 war er einer von zehn eingeladenen Musikinstrumentenerfindern, die zum Kulturfestival von Auckland eingeladen wurden. Mit der Gruppe RTD3 trat er 2009 beim Improvisers Festival in Birmingham, Alabama auf.
1998 veröffentlichte Nunn das Buch Wisdom of The Impulse: on the nature of musical free improvisation. Artikel über experimentelle Musikinstrumente und Improvisation veröffentlichte er in Zeitschriften wie Experimental Musical Instruments, Musicworks und Leonardo. Seine Soloalben erschienen beim Label Edgetone Records.

## Diskographie
- Identity
- Burning Palms
- Ghost in the House (mit David Michalak, Karen Stackpole und Kyle Bruckman)
- Rent Romus: pkd vortex project
- Tom Nunn's Edgewalker Experimental Instrument Consort: Peering Over
- T.D. Skatchit & Company: Skatch Migration
- T.D. Skatchit: Skatchbox Blues
- T.D. Skatchit: Skatchbox Surveillance
- Nunn, Crossman, McGee: Plastic Critters
- T.D. Skatchit & Co.: Ear of the Storm